# Tor Bergström (konstnär)
Tor Gustav Napoleon Bergström, född 20 november 1899 i Ljungby, Kalmar län, död 24 oktober 1962 i Kalmar, var en svensk konstnär.
Han var son till smedmästaren Frans Bergström och Maria Nilsson och från 1930 gift med Marta Johansson. Bergström studerade för Carl Wilhelmson 1924 och vid Fredrikssons målarskola i Stockholm 1925-1926 samt under studieresor till Paris och Ungern. Separat debuterade han med en utställning i Kristianstad 1928 och ställde senare ut separat i Kalmar, Karlskrona och Motala. Han medverkade i samlingsutställningar med Sveriges allmänna konstförening och Östgöta konstförening. Hans konst består av stilleben, porträtt, och landskapsmålningar från Östgötaslätten och Öland utförda i olja eller akvarell. Bergström är representerad vid Karlskrona museum och Kalmar museum.